# Roberto Dell'Acqua
Roberto Dell'Acqua (Roma, 16 aprile 1946 – Roma, 16 settembre 2019) è stato un attore e stuntman italiano.

## Biografia
Fratello di Arnaldo, Ottaviano, Alberto Dell'Acqua e Franco Dell'Acqua, ha interpretato 52 film, tra i quali i cult Zombi 2, Il mio nome è Shangai Joe e Keoma.

## Filmografia parziale
- Colpo maestro al servizio di Sua Maestà britannica, regia di Michele Lupo (1967)
- La collina degli stivali, regia di Giuseppe Colizzi (1969)
- Buon funerale amigos!... paga Sartana, regia di Giuliano Carnimeo (1970)
- Ciakmull - L'uomo della vendetta, regia di Enzo Barboni (1970)
- Lo chiamavano Trinità..., regia di Enzo Barboni (1970)
- Quel maledetto giorno della resa dei conti, regia di Sergio Garrone (1971)
- ...continuavano a chiamarlo Trinità, regia di Enzo Barboni (1971)
- Eroi all'inferno, regia di Joe D'Amato (1973)
- Piedone lo sbirro, regia di Steno (1973)
- I racconti di Viterbury - Le più allegre storie del '300, regia di Mario Caiano (1973)
- Il mio nome è Shangai Joe, regia di Mario Caiano (1973)
- Oremus, Alleluia e Così Sia, regia di Alfio Caltabiano (1973)
- Piedone a Hong Kong, regia di Steno (1975)
- Colpo in canna, regia di Fernando Di Leo (1975)
- Che botte ragazzi!, regia di Bitto Albertini (1975)
- Il soldato di ventura, regia di Pasquale Festa Campanile (1976)
- Keoma, regia di Enzo G. Castellari (1976)
- Il grande racket, regia di Enzo G. Castellari (1976)
- Napoli violenta, regia di Umberto Lenzi (1976)
- La via della droga, regia di Enzo G. Castellari (1977)
- I due superpiedi quasi piatti, regia di Enzo Barboni (1977)
- Lo chiamavano Bulldozer, regia di Michele Lupo (1978)
- Zombi 2, regia di Lucio Fulci (1979)
- Sette uomini d'oro nello spazio, regia di Al Bradley (1979)
- Uno sceriffo extraterrestre... poco extra e molto terrestre, regia di Michele Lupo (1979)
- Incubo sulla città contaminata, regia di Umberto Lenzi (1980)
- Occhio alla penna, regia di Michele Lupo (1981)
- ...e tu vivrai nel terrore! - L'aldilà, regia di Lucio Fulci (1981)
- Killer contro killers, regia di Fernando Di Leo (1985)
- I giorni dell'inferno, regia di Tonino Ricci (1986)
- Alien degli abissi, regia di Antonio Margheriti (1989)
- L'ultimo volo all'inferno, regia di Ignazio Dolce (1990)
- Alex l'ariete, regia di Damiano Damiani (2000)
- Il principe e il pirata, regia di Leonardo Pieraccioni (2001)
- Il mio nome è Thomas, regia di Terence Hill (2018)